# Acunaeanthus
Acunaeanthus é um género botânico pertencente à família Rubiaceae.

## Espécies
Apresenta uma única espécie:
- Acuneanthus tinifolius
- Lista das espécies